# Maison militaire du roi de France

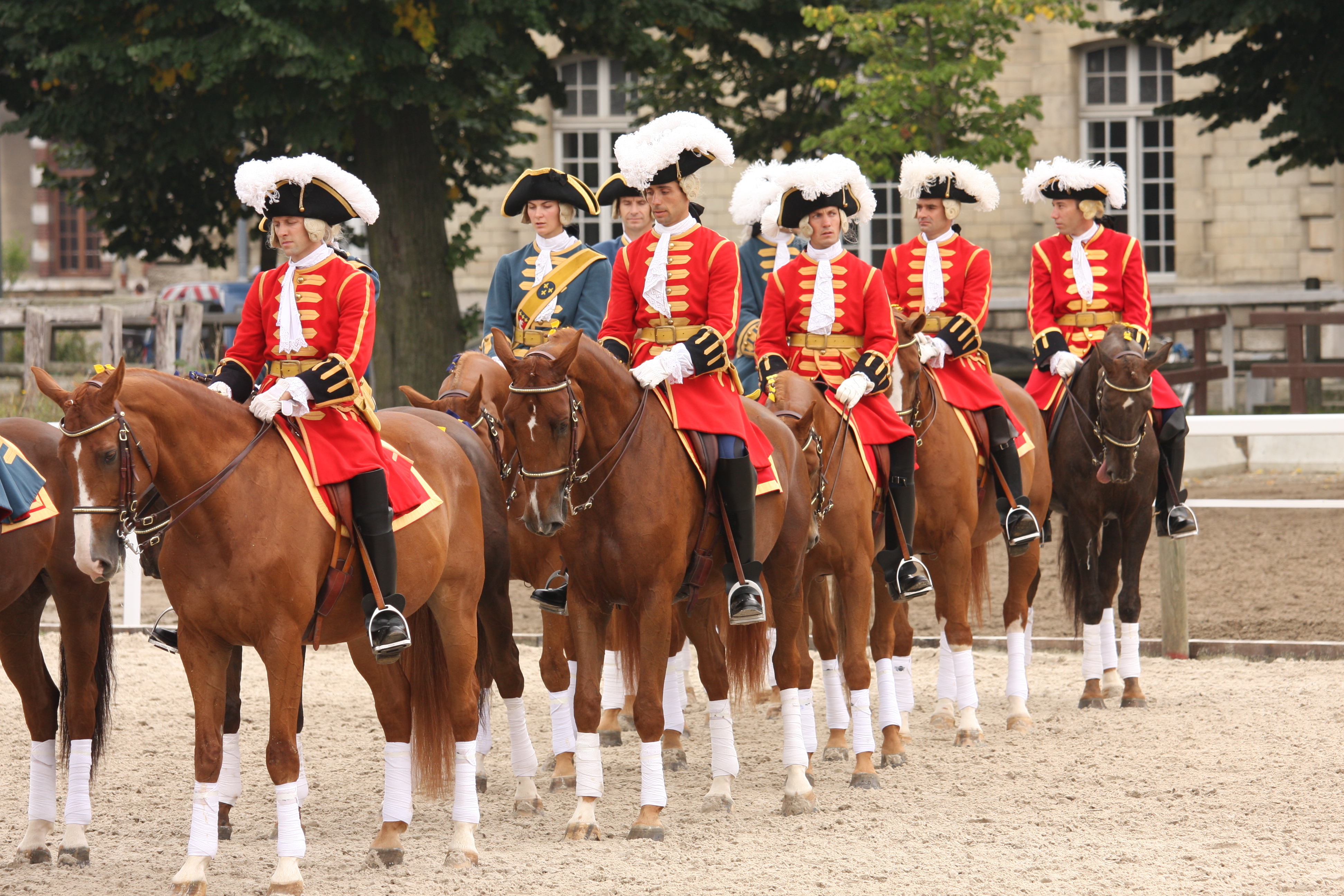
Gendarmes de la Garde (Reenactment)

Die Haustruppen des Königs von Frankreich bzw. wörtl. der Militärische Haushalt des Königs von Frankreich (französisch Maison militaire du roi de France) waren die Gardetruppen des Ancien Régime.
Die königlichen Haustruppen umfassten sehr unterschiedliche Truppenkörper: Die Bandbreite reichte von kleinen, rein zeremoniellen Prunkgarden bis hin zu kampferprobten Feldregimentern der Infanterie und Kavallerie. Anders als die rationell geplante Garde impériale der Koalitionskriege waren die Haustruppen ein über Jahrhunderte gewachsenes Gebilde, das keineswegs zu allen Waffengattungen einen entsprechenden Eliteverband hatte. Sie rangierten außerhalb der Stammlisten der Linientruppen.
Gemäß ihrer unterschiedlichen Aufgabenbereiche schieden sich die Haustruppen in die Garde des Louvreinneren (Garde du dedans du Louvre) und in die Garde des Louvreäußeren (Garde du dehors du Louvre); nach Verlegung der königlichen Residenz nach Versailles wurde die Bezeichnung dedans/dehors du Louvre beibehalten. Nachdem, seit dem letzten Drittel des 17. Jahrhunderts, auch die Garden uniformiert waren, unterschied man sie zusätzlich nach der Farbe ihres Überrocks: Bei den inneren Garden war er blau, bei den äußeren Garden war er rot. Entsprechend bildeten erstere den sog. „blauen Haushalt“ (Maison bleue) bzw. die blauen Kompanien (Compagnies bleues), während letztere zum „roten Haushalt“ (Maison rouge) bzw. zu den „roten Kompanienen“ (Compagnies rouges) gezählt wurden.

## Gliederung und Rangfolge

### Garde des Palastinneren (Maison bleue)

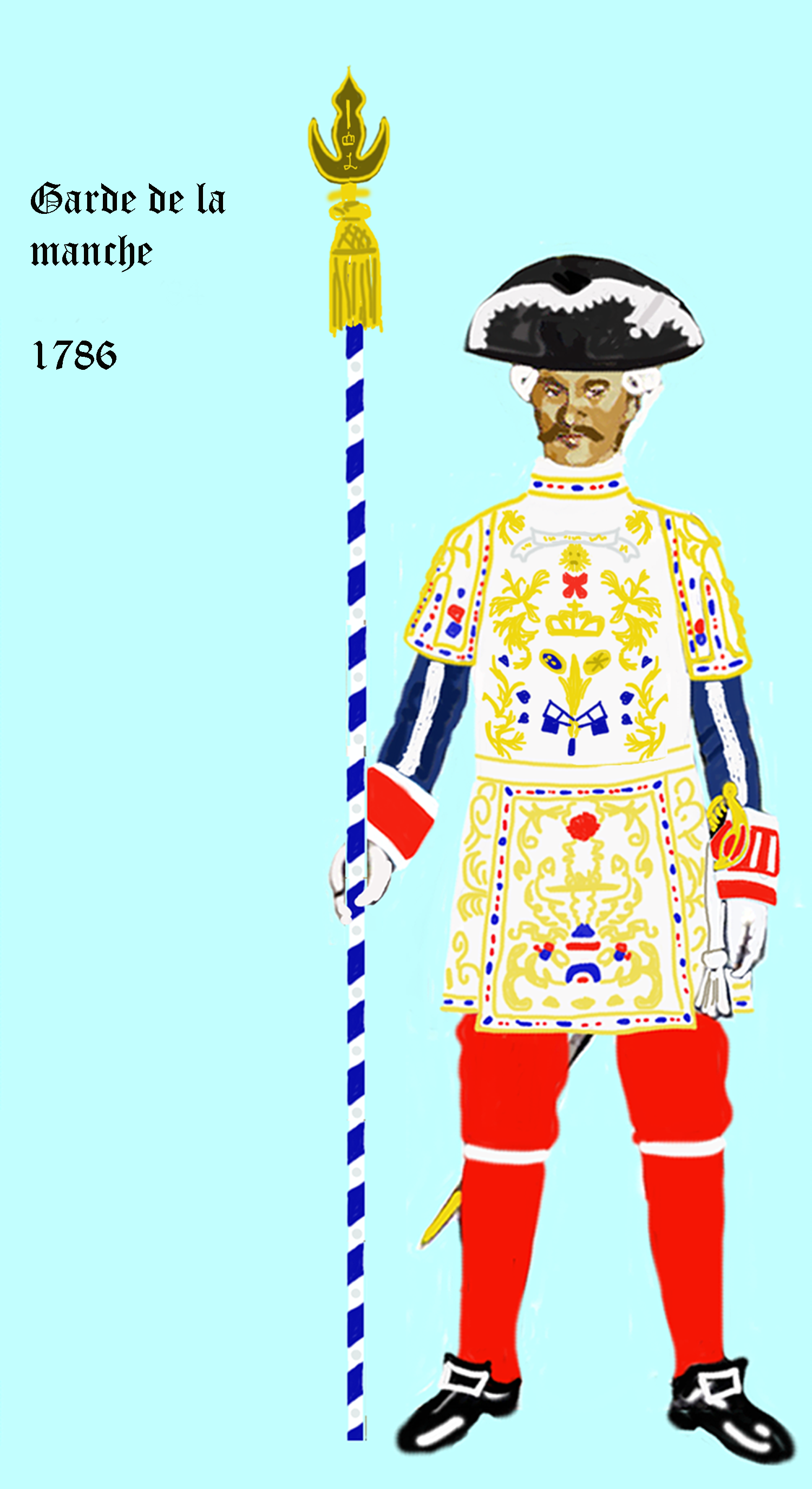
Gardes de la Manche in Gala

- Garde du corps du roi (Leibgarde) mit
  - Gardes écossais (Schottische Garde) und
  - Gardes de la manche (Ärmel-Garde als Teil der Gardes écossais)
- Cent-suisses (Hundertschweizer)
- Gardes de la porte (Türgarde)
- Gardes de la prévôté (Garden des Schlossprofoses)

### Garde des Palastäußeren (Maison rouge)
- Gendarmes de la garde (Gendarmen der Garde)
- Mousquetaires de la garde (Musketiere der Garde)
- Chevau-léger de la garde du roi (Chevaulegers der Garde des Königs)
- Grenadiers à cheval (Grenadiere zu Pferde)

### Sonstige Truppen mit Gardestatus
Folgend aufgezählte Korps zählten nicht zum eigentlichen Maison militaire, rangierten aber vor allen Linientruppen und genossen besondere Privilegien.
- Gendarmerie de France (Gendarmerie von Frankreich)
- Gardes françaises (Französische Garden)
- Gardes suisses (Schweizergarde)

### Haustruppen der Prinzen
- Gardes des princes

Gardes du corps de Monsieur (Leibgarde des nächstjüngeren Bruders des Königs)
Gardes suisses de Monsieur (Schweizergarde des nächstjüngeren Bruders des Königs)
Gardes de la porte de Monsieur (Türgarde des nächstjüngeren Bruders des Königs)
Gardes du corps de Monsieur le comte d’Artois (Garden des Grafen von Artois)
Compagnie des Suisses de Monsieur le comte d’Artois (Schweizergarde des Grafen von Artois)
Gardes de la porte de comte d’Artois (Türgarde des  Grafen von Artois)